# Марек Шарфенберґер-Остроґурський
Марек Шарфенберґер-Остроґурський (пол. Marek Szarfenberger Ostrogórski; 1569, Краків — 20 березня 1617) — львівський міщанин, синдик, купець. Фундатор шпиталю святого Лазаря.

## Життєпис
Народився 1569 року у Кракові. Був онуком Марка Шарфенберга, правдоподібно, сином Станіслава Шарфенберга. Наприкінці XVI ст. переїхав до Львова, де 7 липня 1597 року прийняв міське право, а його поручителями стали Павло Кампіан, Анджей Мондрович (пол. Andrzej Mądrowicz) та Адам Сьмешек (пол. Adam Śmieszek). Займався торгівлею сушеною та солоною рибою (зокрема, її постачав до столу короля Сигізмунда III Вази), був власником суконної крамниці. від 1603 року і принаймні до 1612-го входив до складу колегії 40-а мужів як представник купців. У 1608—1609 роках був міським синдиком у Львові.
Мав непрямий стосунок до справи покарання Яна Альнпеха, через що потім постраждав. Його погруддя є в каплиці Кампіанів у Львівській катедрі Римо-Католицької церкви в Україні. Сестринцем Мартина Кампіана був Войцех Шарфенберґер-Острогурський.

### Сім'я
Дружина — Зузанна Кампіан (1566—1632), донька Павела і сестра Мартіна Кампіанів. Шлюб уклали перед 1598 роком. Мали принаймні, двоє дітей:
- Войцех (?—до 1642), член колегії 40-а мужів у 1631—1635 роках, у 1623 році одружився з Катажиною Вольфович
- Анна (бл. 1598—1652), дружина[1] лікаря Мартіна Гроссваєра[6]